# باشگاه فوتبال پورت ویل
باشگاه فوتبال پورت ویل (به انگلیسی: Port Vale Football Club) یک باشگاه فوتبال در شهر بارسلم، کشور انگلستان است که در سال ۱۸۷۶ میلادی تأسیس شده‌است. دهه پنجاه، بهترین روزهای آن‌ها بود. در آن دهه یک بار به نیمه نهایی جام حذفی رسیدند و به دست وست بروم حذف شدند. در واقع این باشگاه قدیمی افتخار بزرگی در تاریخ خود نداشته و تنها می‌توان با قهرمانی در سطح سوم فوتبال انگلستان در سال ۱۹۹۴ اشاره کرد. آن‌ها در آخرین دوره آنگلوایتالین کاپ در سال ۹۶ هم حاضر بودند و تا فینال هم پیش رفتند اما مغلوب جنوا با وینچنزو مونتلا شدند. بهترین جایگاه تاریخ آن‌ها رده پنجمی دسته دوم در سال ۱۹۳۱ بود. بهترین پیروزی تاریخ برد ۹–۱ سال ۳۲ برابر چسترفیلد و بدترین باخت، شکست ۱۰–۰ بزابر شفیلد یونایتد در سال ۱۸۹۲ بوده‌است.
این تیم هم‌اکنون در لیگ یک فوتبال انگلستان حضور دارد. نورمن اسمورثویت که مالک این باشگاه است، در فصل ۲۰۱۵/۱۶ پس از شکست تیمش به باشگاه فوتبال اکستر سیتی به‌اندازه‌ای ناراحت بوده که گفته شده‌است قصد داشته تیم را منحل کند. در فصل نقل و انتقالات ژانویه ۲۰۱۷، خبری در رسانه‌های ورزشی ایران مبنی بر پیوستن علیرضا حقیقی، دروازه‌بان تیم ملی ایران به این باشگاه مطرح شد.